# Brew Mobile Platform

Brew Mobile Platform (Brew MP) — платформа разработки приложений для мобильных телефонов, разрабатываемая компанией Qualcomm совместно с Adobe Systems. Является дальнейшим развитием платформы BREW и обратно совместима с ней.
Первая версия платформы вышла 17 ноября 2008 года. В мае 2010 года в России в продажу поступил первый телефон, работающий под управлением Brew MP — HTC Smart.

## Разработка приложений
Приложения для Brew MP можно разрабатывать на языках программирования C/C++, TrigML/Lua или с использованием технологии Adobe Flash.
Qualcomm предлагает для свободного скачивания инструментарий для разработки Brew MP SDK. В состав инструментария входят:
- документация
- заголовочные файлы
- симулятор
- примеры приложений с исходным кодом
- плагины для Microsoft Visual Studio и Eclipse
- набор вспомогательных утилит (редактор ресурсов и т. п.)